# Silvia Manríquez
Silvia Manríquez je meksička glumica rođena u Ciudad de Méxicu.

## Biografija
Silvijina je želja bila postati glumica, ali je njezina obitelj – osim majke – bila protiv toga. Silvia se ipak pojavila u mnogim telenovelama. 
Udala se i rastala te ima dvoje djece iz braka, čija su imena Xareni i Lliv.
Najpoznatije Silvijine uloge su Rosalía, majka zle Fride (Između ljubavi i mržnje) i Amparo (Protiv vjetra i oluje).